# Oberried (Fribourg)
Pour les articles homonymes, voir Oberried.
Oberried (Le Bari  en patois fribourgeois) est une localité et une ancienne commune suisse du canton de Fribourg, située dans le district de la Sarine.

## Histoire
Depuis le XVe siècle, le village fait partie des Anciennes Terres avant d'être inclut dans le district de La Roche en 1798, puis dans le district de Fribourg dès 1803 avant d'être érigé en commune en 1848. Celle-ci du être mise sous régie entre 1942 et 1973, faute de candidats aux élections.
Oberried a fusionné le 1er janvier 2003 avec ses voisines de Bonnefontaine, Essert, Montévraz, Praroman et Zénauva pour former la nouvelle commune de Le Mouret.

## Patrimoine bâti
Le village comprend trois fermes classées comme biens culturels d'importance régionale, toutes trois situées le long de la route du Village (numéros 84, 85 et 91).
Le village est également le siège d'un manoir, appelé château de Sonnenwil, occupé successivement par une école d'agriculture jusqu'en 1900, par une congrégation religieuse qui y installèrent une institution pour jeunes filles , puis un institut pour enfants caractériels dès 1976 et un foyer pour personnes âgées dès 1983.